# Then He Kissed Me
"Then He Kissed Me" is een nummer geschreven door Phil Spector, Ellie Greenwich en Jeff Barry. Het nummer werd voor het eerst uitgebracht in juli 1963 door The Crystals en geproduceerd door Spector. De tekst gaat over een beginnende relatie tussen een vrouw en een man, gezongen vanuit het oogpunt van de vrouw.
In de Billboard Hot 100 bereikte de single de zesde positie, in de UK Singles Chart de tweede, in de Ierse hitlijst de derde positie en in Nederland de zestiende plaats.

## Versie van The Beach Boys
Het nummer is het bekendst geworden in de versie van The Beach Boys. Twee jaar na het origineel bracht deze band het nummer uit als onderdeel van het album Summer Days (And Summer Nights!!), nu onder de titel "Then I Kissed Her". De tekst van het nummer beschrijft de relatie nu vanuit het oogpunt van de man.
Hoewel het nummer al in juli 1965 op het album van de band uitkwam, werd het pas in april 1967 in het Verenigd Koninkrijk op single uitgebracht. Het nummer, met Mountain of Love als B-kant, bereikte de vierde positie in de Britse en Ierse hitlijst en de tweede plek in de Nederlandse Top 40.

### NPO Radio 2 Top 2000
| Nummer met noteringen in de NPO Radio 2 Top 2000 | '99  | '00  | '01  | '02  | '03  | '04  | '05  | '06  | '07  | '08  | '09  | '10  | '11  |
| ------------------------------------------------ | ---- | ---- | ---- | ---- | ---- | ---- | ---- | ---- | ---- | ---- | ---- | ---- | ---- |
| Then I Kissed Her                                | 1120 | 1228 | 1186 | 1352 | 1775 | 1344 | 1427 | 1638 | 1270 | 1429 | 1632 | 1515 | 1965 |

1. ↑  Een vetgedrukt getal geeft de hoogste notering aan.
2. ↑  Deze tabel is bijgewerkt tot en met de laatste editie (2024).

## Andere versies
Het nummer is ook door vele anderen gecoverd, waaronder Martha & The Vandellas (1963), Sonny & Cher (1965), Juice Newton (1989), Moe Tucker (1991), Hello (als onderdeel van hun debuutalbum Keeps Us Off the Streets uit 1976), Kiss (nu getiteld "Then She Kissed Me", op hun album Love Gun uit 1977) en St. Vincent (2018).